# Recife artificial

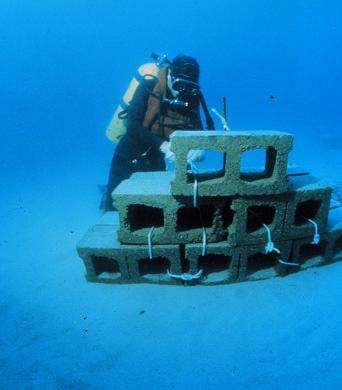
Construção de um recife artificial com tijolos de betão num fundo arenoso.

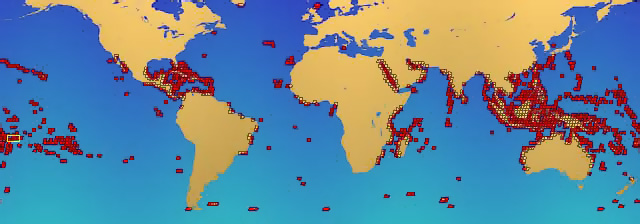
Localização de recifes naturais de coral.

Um recife artificial (RA) pode ser definido como qualquer estrutura colocada pelo homem geralmente num ambiente marinho (mas também se pode encontrar em águas doce e salobra). Uma tal estrutura é preparada de modo adequado e posicionada de maneira estratégica para atrair/criar vida marinha de todos os tipos. Existem autores que defendem que qualquer RA pretende não só influenciar o processo biológico, mas também o físico, ou o socioeconómico. A definição de recife artificial tem vindo a adaptar-se ao longo dos tempos. Estruturas como destroço acidental, pontão, molhe e similares têm sido consideradas como RAs, mas não têm o apoio de todos os que estão envolvidos na temática.

## Função
O uso de um habitat artificial é fundamentado no conhecimento empírico de que o material implantado irá actuar do mesmo modo que as formações naturais (recifes de rocha ou de coral). Qualquer dos tipos de recife tem a capacidade em fornecer substrato duro necessário à vida marinha no fundo e estimular o desenvolvimento duma comunidade recifal. Para ser atingido tal objectivo é necessário colocar materiais que sejam: adequados, duráveis, estáveis e ambientalmente seguros (geralmente aço e/ou betão), e em locais previamente selecionados. Os RAs podem ser feitos de muitos materiais, mas a experiência tem mostrado que o desempenho dos materiais de longa durabilidade em locais adequados atinge melhores resultados.